# Grube Crone
Die Grube Crone war ein Zink- und Bleierzbergwerk bei Burbach im südlichen Siegerland. Sie lag im Buchhellertal zwischen Burbach und Lippe am hinteren Nenkersberghang.

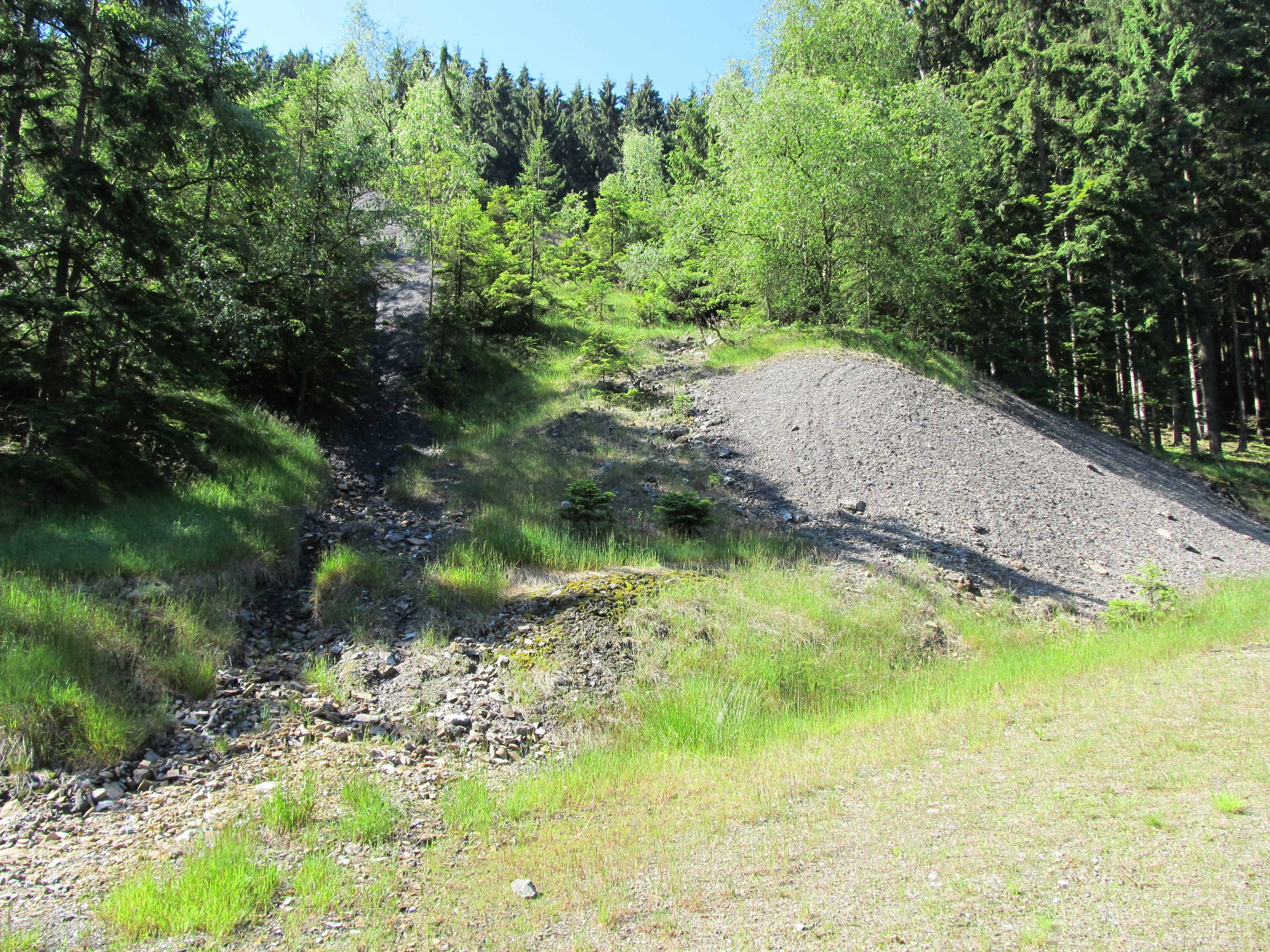
Abraumhalde im Tretenbachtal im Bereich der Grube Crone

Im Zuge eines Kupfererzfundes wurden Anfang der 1840er Jahre dutzende Gruben gemutet. Unter ihnen auch die Grube Crone, allerdings nicht auf Kupfer. Doch bereits 1851 wurde sie verkauft. Zu dieser Zeit arbeiteten 52 Belegschaftsmitglieder in der Grube.
In den 1850ern wurde ein Erbstollen angelegt, der 43 m Teufe unter Tage einbrachte. Ab 1857 wurde dann Tiefbau betrieben. Ein Schacht wurde auf 100 m abgeteuft. Bis zu 180 Belegschaftsmitgliedern arbeiteten bis zur Stilllegung 1867 in der Grube. Nach der Stilllegung übernahm die Peterszeche den Grubenbesitz und baute weiter auf dem Croner Gangmittel.
Das Gangmittel Crone war 1,5–4 m mächtig.
Im Sommer 1910 wurde die Peterszeche durch den Gewerken Kuhmichel aus Eiserfeld wieder aufgewältigt. Dabei wurde Eisenerz in den Gängen Karlssegen und Crone abgebaut.
Zinkblende Förderraten
| - 1853: 1004 t Zinkblende (mit Mückenwiese) - 1862: 0122 t Zinkblende - 1863: 0139 t Zinkblende | - 1865: 098 t Zinkblende - 1866: 080 t Zinkblende - 1867: 071 t Zinkblende |

Zusätzlich zum Zink wurden geringere Mengen an Bleierz gewonnen. 1862 waren dies zum Beispiel ca. 35 t.